# Paramiopsalis ramulosus
Paramiopsalis ramulosus is een hooiwagen uit de familie Sironidae.